# آنتونیو ماریا دا سیلوا
آنتونیو ماریا دا سیلوا (انگلیسی: António Maria da Silva؛ ۲۶ مه ۱۸۷۲ – ۱۴ اکتبر ۱۹۵۰) یک سیاست‌مدار اهل پرتغال بود.